# Jasper Good
Jasper Good (* 10. Mai 1996 in Steamboat Springs, Colorado) ist ein ehemaliger US-amerikanischer Nordischer Kombinierer.

## Werdegang
Good, der für den Steamboat Springs WSC startete, gab im Dezember 2015 sein internationales Debüt im Continental Cup, verpasste bei den beiden Wettkämpfen nach der Gundersen-Methode in Park City jedoch die Punkteränge. Auch bei den Nordischen Junioren-Skiweltmeisterschaften 2013 in Liberec erreichte Good nur den 51. Platz. Ein Jahr später zeigte er sich bei den Nordischen Junioren-Skiweltmeisterschaften 2014 in Val di Fiemme leicht verbessert, belegte jedoch bei den Einzelwettkämpfen keinen Rang unter den Besten 30. Mit dem Team platzierte er sich auf dem vorletzten Rang. Auch bei den Nordischen Junioren-Skiweltmeisterschaften 2015 in Almaty verpasste Good deutlich die Medaillenränge, konnte aber mit dem 21. Platz im Gundersen Einzel sein vorläufig bestes Resultat bei einer Juniorenweltmeisterschaft aufstellen.
Am 24. Januar 2015 konnte sich Good in Planica seinen ersten Continental-Cup-Punkt holen. Nachdem er nur noch fünf weitere Punkte gewonnen hatte, beendete er die Continental-Cup-Saison 2014/15 auf dem 88. Platz der Gesamtwertung. Am 7. März 2015 startete Good erstmals bei einem Weltcup-Wettbewerb, als er gemeinsam mit Taylor Fletcher Sechzehnter wurde. Nachdem er zu Beginn der Saison 2015/16 bessere Ergebnisse im Continental Cup erzielt hatte, startete Good hin und wieder im Weltcup, wo er allerdings erfolglos blieb. Seine Entwicklung konnte man auch bei den Nordischen Junioren-Skiweltmeisterschaften 2016 in Râșnov beobachten, wo er im Gundersen-Wettkampf den zwölften sowie im Sprint den elften Rang belegte. Im Januar 2017 erreichte Good in Ruka erstmals eine Platzierung unter den Besten zehn im Continental Cup. Trotz weiterer Versuche gelang ihm jedoch nicht der Sprung unter die Punkteränge im Weltcup. Obwohl ihm dies auch 2017/18 nicht gelang, wurde er für die Olympischen Winterspiele 2018 in Pyeongchang nominiert. Dort belegte er den 45. Rang von der Normalschanze sowie den 43. Platz von der Großschanze. Beide Wettbewerbe wurden über 10 Kilometer ausgetragen.
Einen großen Schritt vorwärts machte Good in der Saison 2018/19. So erreichte er im August 2018 in Oberwiesenthal erstmals die Punkteränge im Grand Prix. Seine ersten Weltcuppunkte gewann Good im Januar 2019 in Trondheim. Nach weiteren zwei Punkten in Klingenthal wurde er ins Aufgebot zur Nordischen Skiweltmeisterschaften 2019 in Seefeld berufen, wo er die Ränge 46 und 47 bei den Einzelentscheidungen nach der Gundersen-Methode erreichte. Good wurde weder beim Teamsprint noch in der Staffel eingesetzt. Die Weltcup-Saison schloss er auf Rang 64 ab. Im April 2019 trug sich Good in die Utah Army National Guard ein, bei der er in das Programm „World Class Athlete Program“ zur Spitzenförderung aufgenommen wurde. Aufgrund dieser Verpflichtung trat Good im Sommer bei keinen Wettbewerben an und musste eine verkürzte Vorbereitung auf den Winter hinnehmen. Daher startete er zunächst im Continental-Cup, wo sich allerdings nur enttäuschende Ergebnisse in den mittleren bis hinteren Rängen einstellten. Damit die Vereinigten Staaten am Staffelwettbewerb in Oberstdorf teilnehmen konnten, wurde er Ende Januar 2020 trotz mangelnder Form ins Weltcup-Team berufen. Gemeinsam mit Jared Shumate, Taylor Fletcher und Ben Loomis belegte er dabei den achten Platz mit sieben Minuten Rückstand auf die siegreichen Norweger.
Zum Auftakt in den Winter 2020/21 ging Good in Park City im Continental Cup an den Start. Bei einem dünn besetzten Teilnehmerfeld aufgrund der COVID-19-Pandemie lief er dreimal unter die besten Zehn und verpasste einmal als Vierter nur knapp das Podest. Mitte Januar 2021 kam er daraufhin in Val di Fiemme im Weltcup zum Einsatz, doch kam er über die Ränge 44 und 47 im Einzel sowie 15 im Teamsprint nicht hinaus. Am ersten Februarwochenende nahm er daher wieder am Continental Cup teil. Den ersten Wettbewerb nach der Gundersen-Methode schloss er als bester US-Amerikaner auf dem neunten Platz ab, ehe er tags darauf als Vierter um nur zwei Sekunden das Podest verfehlte. Bei den Nordischen Skiweltmeisterschaften 2021 in Oberstdorf belegte er in den Einzelbewerben die Ränge 43 und 41. In den Teamwettbewerben kam Good nicht zum Einsatz. Bei den Olympischen Winterspielen 2022 leif er auf den 34. Platz im Gundersen Einzel von der Großschanze. Mit dem Team wurde er Sechster.
Im April 2023 hat Good sein Karriereende bekannt gegeben.

## Statistik

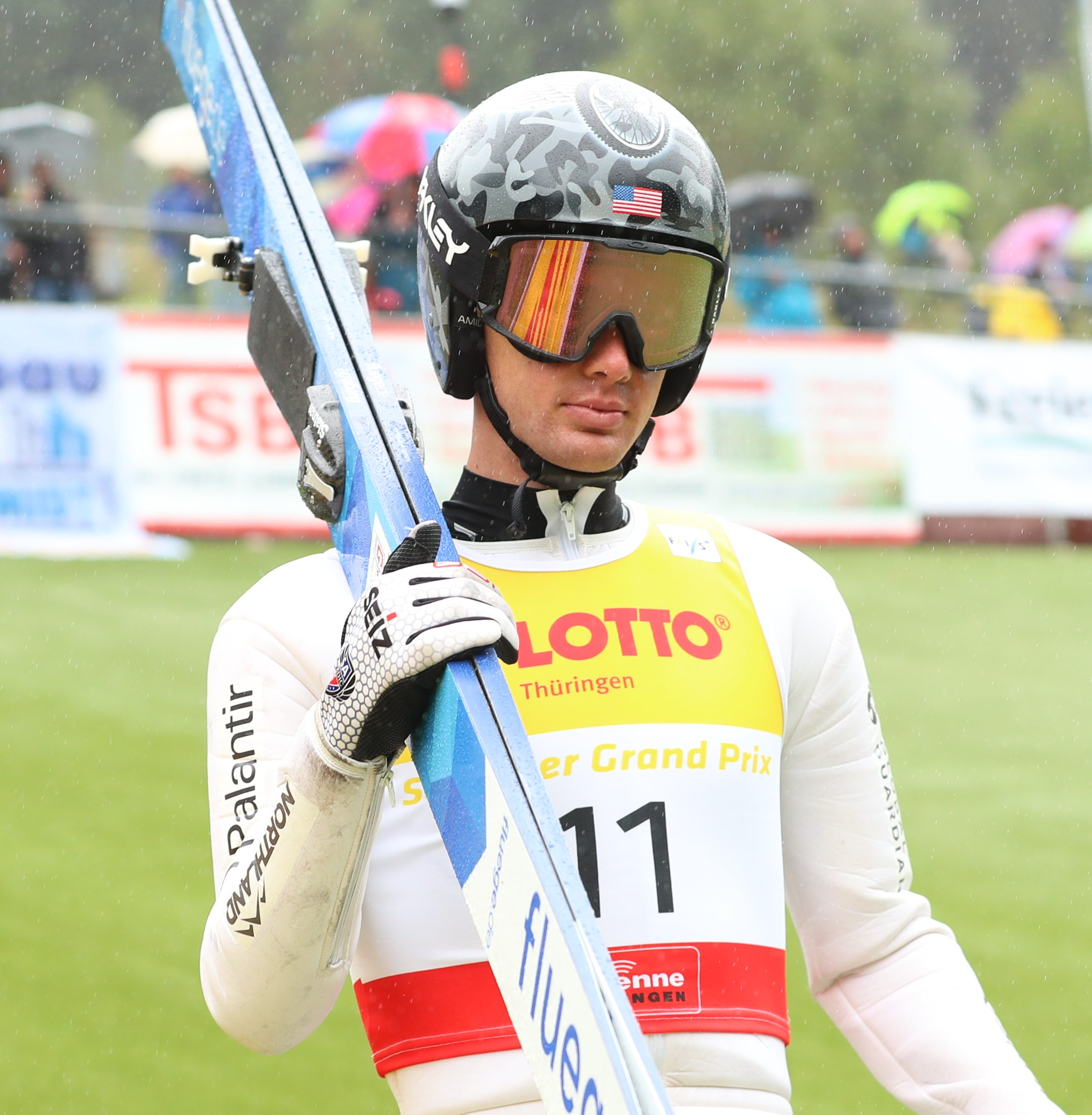
Good beim Sommer Grand Prix 2021 in Oberhof

### Platzierungen bei Olympischen Winterspielen
| Jahr und Ort     | Wettbewerb   | Wettbewerb   | Wettbewerb |
| Jahr und Ort     | Gundersen NS | Gundersen GS | Team       |
| ---------------- | ------------ | ------------ | ---------- |
| 2018 Pyeongchang | 45.          | 43.          | —          |
| 2022 Peking      | —            | 34.          | 06.        |

### Platzierungen bei Weltmeisterschaften
| Jahr und Ort    | Wettbewerb   | Wettbewerb   | Wettbewerb | Wettbewerb |
| Jahr und Ort    | Gundersen NS | Gundersen GS | Team       | Teamsprint |
| --------------- | ------------ | ------------ | ---------- | ---------- |
| 2019 Seefeld    | 46.          | 43.          | —          | —          |
| 2021 Oberstdorf | 47.          | 41.          | —          | —          |

### Weltcup-Platzierungen
| Saison  | Platz | Punkte |
| ------- | ----- | ------ |
| 2018/19 | 64.   | 004    |

### Grand-Prix-Platzierungen
| Saison | Platz | Punkte |
| ------ | ----- | ------ |
| 2018   | 54.   | 009    |
| 2021   | 40.   | 013    |

### Continental-Cup-Platzierungen
| Saison  | Platz | Punkte |
| ------- | ----- | ------ |
| 2014/15 | 88.   | 006    |
| 2015/16 | 56.   | 062    |
| 2016/17 | 30.   | 109    |
| 2017/18 | 30.   | 148    |
| 2018/19 | 39.   | 092    |
| 2019/20 | 51.   | 055    |
| 2020/21 | 19.   | 206    |
| 2021/22 | 31.   | 155    |